# Longitarsus succineus
Longitarsus succineus  (лат.) — вид листоедов (Chrysomelidae) из подсемейства козявок (Galerucinae). 

## Распространение
Распространён в Палеарктике от востока Испании до Японии.

## Экология
Взрослые жуки и их личинки питаются листьями некоторых представителей астровых (Asteraceae), а именно листьями нивяника обыкновенный (Leucanthemum vulgare), посконника коноплёвого (Eupatorium cannabinum), тысячелистника (Achillea) и полыни (Artemisia).

## Подвиды и вариетет
- подвид: Longitarsus succineus ssp. illicitus Warchałowski, 1970
- подвид: Longitarsus succineus ssp. succineus (Foudras, 1860)
- вариетет: Longitarsus succineus var. perfectus Weise, 1893